# Уильям (гора)
Уильям — снежная гора в Антарктиде высотой 1600 метров, расположенная в 6 километрах к северо-северо-востоку от мыса Ланкастер, который является южной оконечностью острова Анверс, в архипелаге Палмер. Это самая высокая гора, видимая из залива Биско, недалеко от южной оконечности хребта Остерриет, который также включает в себя гору Франсе (самую высокую гору на острове).
Гора была открыта 21 февраля 1832 года Джоном Биско. Он назвал его в честь Вильгельма IV, тогдашнего короля Великобритании. Альпинисты из Великобритании были первыми, кто поднялся на эту вершину в 1956 году. В 2003 году, после восхождения на гору, двое американцев спустились с неё на лыжах.